# Sankta Lucias kulle
Sankta Lucias kulle är en kulle i Chile.   Den ligger i provinsen Provincia de Santiago och regionen Región Metropolitana de Santiago, i den södra delen av landet, i huvudstaden Santiago de Chile. Toppen på Sankta Lucias kulle är 608 meter över havet.
Terrängen runt Sankta Lucias kulle är platt åt sydväst, men åt nordost är den kuperad. Runt Sankta Lucias kulle är det mycket glesbefolkat, med 2 invånare per kvadratkilometer.. Närmaste större samhälle är Santiago de Chile, 1,9 km söder om Sankta Lucias kulle. 
Runt Sankta Lucias kulle är det i huvudsak tätbebyggt.